# 奧達姆 (喬治亞州)
奧達姆（英語：Odum）是一個位於美國喬治亞州韋恩縣的城鎮。

## 地理
奧達姆的座標為31°39′58″N 82°01′43″W / 31.66611°N 82.02861°W，而該地的平均海拔高度為47米（即154英尺）。

## 人口
根據2010年美國人口普查的數據，奧達姆的面積為5.00平方千米，當中陸地面積為5.00平方千米，而水域面積為0.00平方千米。當地共有人口504人，而人口密度為每平方千米101人。